# Église Saint-Pierre de Saint-Pierre-d'Allevard
Pour les articles homonymes, voir Église Saint-Pierre.
L’église Saint-Pierre est le vestige d'un prieuré clunisien établi à la fin du XIe siècle, qui a donné son nom à la commune de Saint-Pierre-d'Allevard. Les bâtiments conventuels ont été démolis en 1780, mais l'édifice cultuel a été préservé des destructions révolutionnaires. Le clocher, datant des bâtiments romans originels, appartient à une famille monumentale de clochers que l'on retrouve dans quelques autres localités du département. L’église paroissiale a subi d'importantes modifications de 1929 à 1930 sous l'impulsion du curé Graëff, qui ont profondément transformé son aspect intérieur, faisant disparaître divers éléments architecturaux et picturaux anciens. Les importants travaux de restauration des murs de la nef entrepris au cours du premier semestre 2012 doivent permettre au bâtiment d'aborder sereinement son deuxième millénaire.

## Le prieuré clunisien
Au début du XIe siècle, alors que se structure la société féodale, l'Ordre de Cluny est puissant. Ses abbés obtiennent des donations des seigneurs féodaux, la force montante de l'an mil, développent la vocation (parfois forcée) des cadets des familles nobles, et proposent à tous les services spirituels des moines, grâce à l'implantation des prieurés au milieu des collectivités. Dans le quart sud-est de la France sont construits une cinquantaine de prieurés, dont la moitié sont sièges de paroisse.

### Historique
Celui de Saint-Pierre a pour origine deux donations à l'abbaye de Cluny, alors que Hugues de Semur en est l'abbé (depuis 1049), par deux familles puissantes, les Aynard et les Arvillard, « co-seigneurs » d'Allevard. En 1057, Humbert d'Arvillard et son épouse Vierna font don d'une « manse (propriété) en Allevard » ; en 1082, plusieurs membres des familles Aynard de Domène et Arvillard de la Bâtie d'Arvillard donnent « deux églises, Saint-Pierre et Saint-Marcel, situées dans le lieu qu'on appelle Allevard, pour y fonder un monastère, avec les prémices, le tiers des dîmes, les oblations et les aumônes »,.
C'est à cette date que le prieuré de Saint-Pierre apparait officiellement dans les registres de Cluny. Le pape Urbain II, ami personnel d'Hugues et ancien prieur de Cluny, autorise la venue des moines par la bulle de Plaisance du 16 mars 1095, ce qui implique que les premiers bâtiments conventuels avaient été construits et étaient habitables à cette date. Outre le prieur, le curé du lieu, le sacristain, le procureur, ils hébergent six ou sept moines, ce qui fait de Saint-Pierre d'Allevard le sixième plus important prieuré de la province de Provence. La plupart sont prêtres, d'où l'existence de plusieurs chapelles. Le prieuré d'Avalon, où résident deux moines en dépend. Les donations (essentiellement des terres – leurs résidents et leurs revenus – à proximité du nouveau prieuré) sont nombreuses ; elles proviennent des familles nobles qui ont des terres en Allevard, mais résident aussi bien en Dauphiné qu'en Savoie, le prieuré ayant juridiction ecclésiastique (et droit de dîme) sur les cures  de Goncelin, Morêtel, Le Cheylas, Le Touvet, La Chapelle-du-Bard, et, en Savoie, de La Rochette, Presle, Étables et Rotherens. 
Le nom d'un prieur, Odon, est mentionné pour la première fois en 1103, dans un acte passé en faveur du prieuré de Domène ; Pierre de Montboissier, dit Pierre le Vénérable, est prieur de Domène et de Saint-Pierre entre 1120 et 1122, avant d'être élu abbé de Cluny, le 21 août 1122. Les relations entre ces deux grands prieurés du Grésivaudan, rivaux pour le recrutement des religieux ou en litiges financiers, sont tendues et souvent conflictuelles.
Si les visites des divers prieurés de la province, initiées par Pierre le Vénérable et instituées en 1259, constatent à certains endroits un grave relâchement spirituel dans les années 1279-1290, les rapports concernant le prieuré de Saint-Pierre sont plutôt favorables, même si sa situation matérielle et financière n'a jamais été brillante. Quoique pauvre et assez démuni de revenus il est considéré comme bien administré par les visiteurs clunisiens, grâce aux efforts de quelques fortes personnalités parmi les prieurs de la fin du XIIIe et du début du  XIVe siècle, comme Jacques Quadrati, conseiller du dauphin Humbert Ier, ou Raymond d'Allevard futur abbé du monastère bénédictin de Pothières, en Bourgogne. 
Les conflits frontaliers ne l'épargnent pas. En 1325, « le mercredi après la fête de la Sainte-Luce » le bourg et le prieuré sont incendiés par les Savoyards. Reconstruit, le prieuré est la proie d'un nouvel incendie en 1336. Les difficultés subsistent jusqu'en 1350. Les moines se plaignent de leurs habits, les toits sont à refaire en 1366, les vitraux à remplacer, les guerres, les épidémies de peste noire, entre 1427 et 1441, ont réduit les effectifs : il n'y a plus que quatre moines en 1386. L'acquittement des redevances pontificales et du cens à l'abbé n'est pas toujours régulier et l'endettement une pratique courante, car les revenus agricoles et forestiers sont médiocres et celui des mines de fer plutôt réduit. 
Le rayonnement religieux du prieuré demeure important cependant. Ainsi, en 1412, le chevalier Aymar, seigneur de Saint-Pierre, y fonde une chapelle dédiée à saint Georges, patron des chevaliers. Les chapelles consacrées à saint Jean-Baptiste, saint Antoine, saint Genix, saint Michel, sainte Catherine existaient au moins jusqu'au début du XVIe siècle. Les moines gèrent un hôpital et une maladrerie. Mais sa sauvegarde financière est mise en péril par des séries de malversations. 
Le prieuré de Saint-Pierre échappe en partie à la pratique des « commendes » jusqu'en 1516, date à laquelle le concordat de Bologne les généralise et a, jusqu'à cette date, un abbé « régulier », même s'il n'est plus élu, mais nommé à partir de 1460. Un prieur commendataire peut être un laïc, ne vit pas sur place et peut cumuler les bénéfices de plusieurs prieurés. Ainsi, au XVIe siècle, le prieuré passe de mains en mains, non sans contestations parfois, et la situation se dégrade : des biens sont vendus, les bâtiments ne sont plus entretenus. Le prieur Pierre de Brion l'administre sérieusement pendant dix ans, jusqu'à sa mort en 1585 ; à partir de 1598 il passe aux Vignon, dont Charles Vignon de Sailles, seigneur de Barnoux, puis aux Émé de Marcieu pendant dix-huit ans. Au XVIIe siècle le très savant Claude Mourier le gère sagement pendant quatorze ans, entre 1660 et 1674, l'année de sa mort. La lente décadence se poursuit au XVIIIe siècle. Nommé en 1688, Jacques Charonnier morcelle et vend quelques-uns des derniers bien du couvent, puis Dom Pierre Le Blanc, en 1731 accélère le démantèlement des derniers bâtiments conventuels annexes. Jean-Sébastien, comte de Barral, évêque de Castres puis Claude-Mathias de Barral, évêque de Troyes, son frère cadet, en sont les derniers prieurs commendataires. Les bâtiments, vides, tombent en ruine et le dernier prieur, Dom Augustin-Paul de Levis, (1788-1790) un homme des lumières et collaborateur de l’Encyclopédie, réside à Grenoble.

### Les bâtiments conventuels

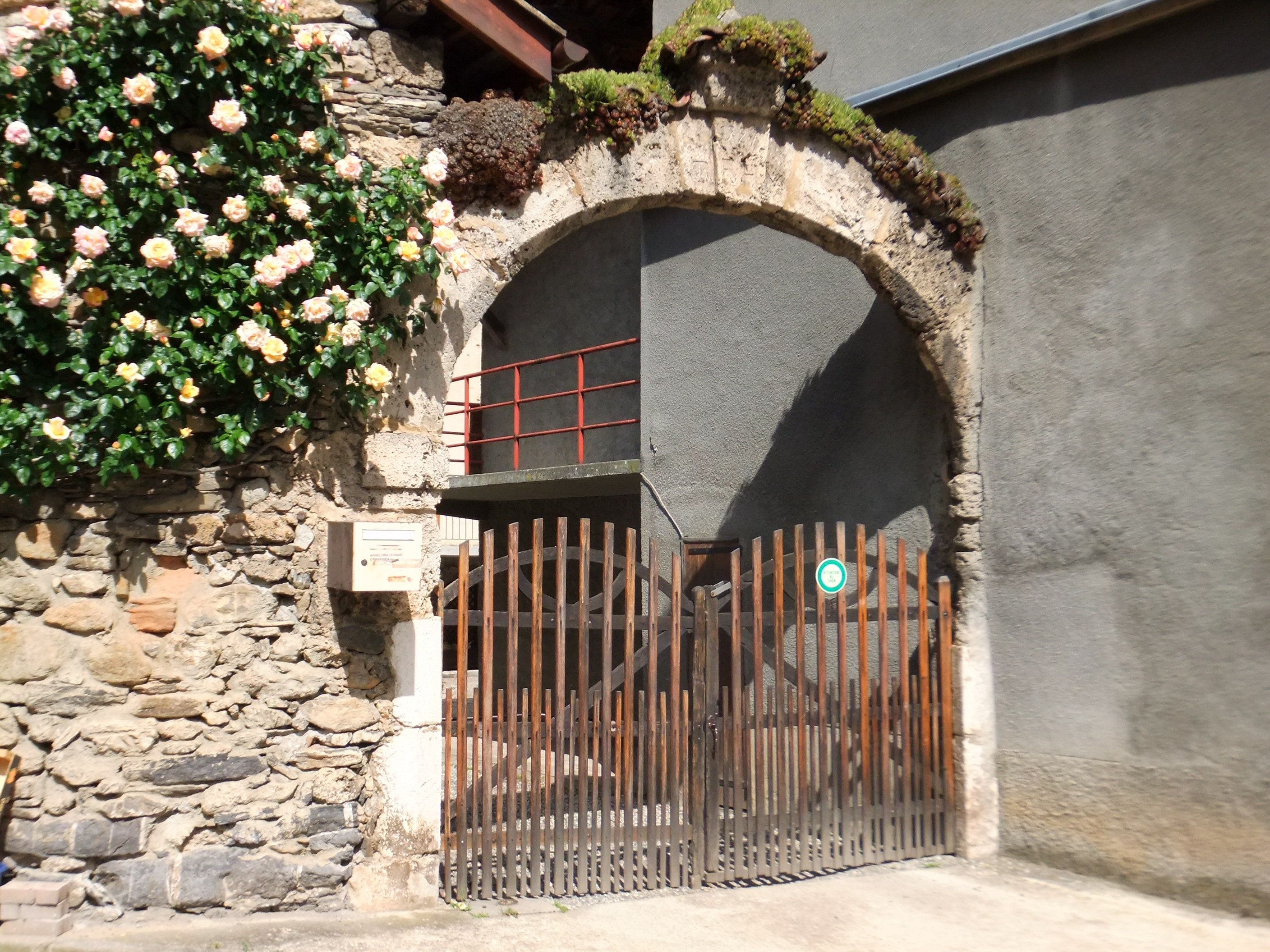
Porte dite « Entrée du pape Pascal II », place de la Mairie.

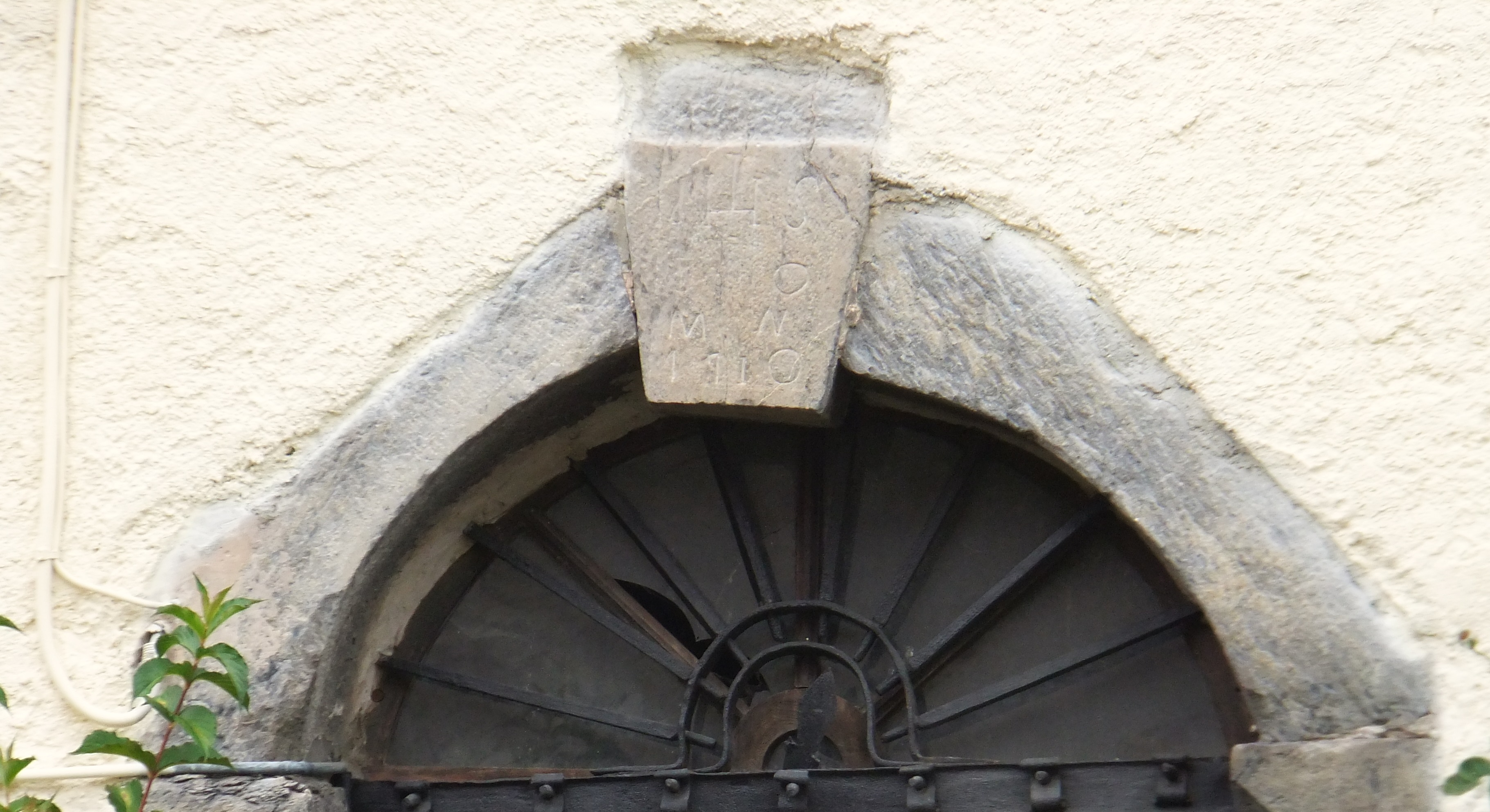
Vestige d'une entrée du prieuré.

Le prieuré — construit entre 1082 et 1095, date de l'arrivée des moines — possédait au XIIIe siècle une église, un enclos prioral, un cloitre et un cimetière et s'étendait probablement vers le sud jusqu'à la Grand-Rue : la voussure de la porte d'entrée d'une maison qui fait l'angle avec la rue de la Charrière, dont la clef d'arc porte la date de 1710 et le monogramme du Christ (IHS) surmonté d'une croix, pourrait en être un vestige ;  vers l'ouest l'enclos allait sans doute jusqu'à l'actuelle place de la mairie, où l'arche de pierre d'une entrée de cour, considérée comme l'ancienne porte cochère du prieuré, est communément appelée « Entrée du pape Pascal II ». En effet, en 1107, le pape Pascal II, ancien bénédictin de Cluny, revenant de Châlons-sur-Marne où il était allé essayer de régler la querelle des investitures, fait étape au prieuré et en profite pour signer, le 2 août, la bulle pontificale mettant fin au conflit territorial qui oppose l'archevêque de Vienne, Gui de Bourgogne (qui deviendra pape en 1119 sous le nom de Calixte II), et l'évêque de Grenoble, Hugues de Châteauneuf (qui sera canonisé en 1134).
Les bâtiments conventuels, en ruine et inoccupés, ont disparu à la fin du XVIIIe siècle : en 1780 Claude-Mathias-Joseph de Barral, évêque de Troyes, « conseiller honoraire en la Cour, prieur commendataire de Saint-Pierre d'Allevard », obtient du roi l'autorisation de les faire démolir et vendre en « matériaux de construction » pour payer ses dettes. Il en confia l'exécution au sieur Joseph Bouffier, le châtelain de son père, Joseph de Barral, marquis de la Bâtie d'Arvillard, maître de forges et seigneur d'Allevard. Ce dernier s'engagea, moyennant la propriété des matériaux et la jouissance de l'emplacement pendant quatre ans, à faire place nette. Il est vraisemblable que nombre de constructions dans l'environnement immédiat en soient issues.

## L'église paroissiale

### Le clocher desXIe–XIIesiècles

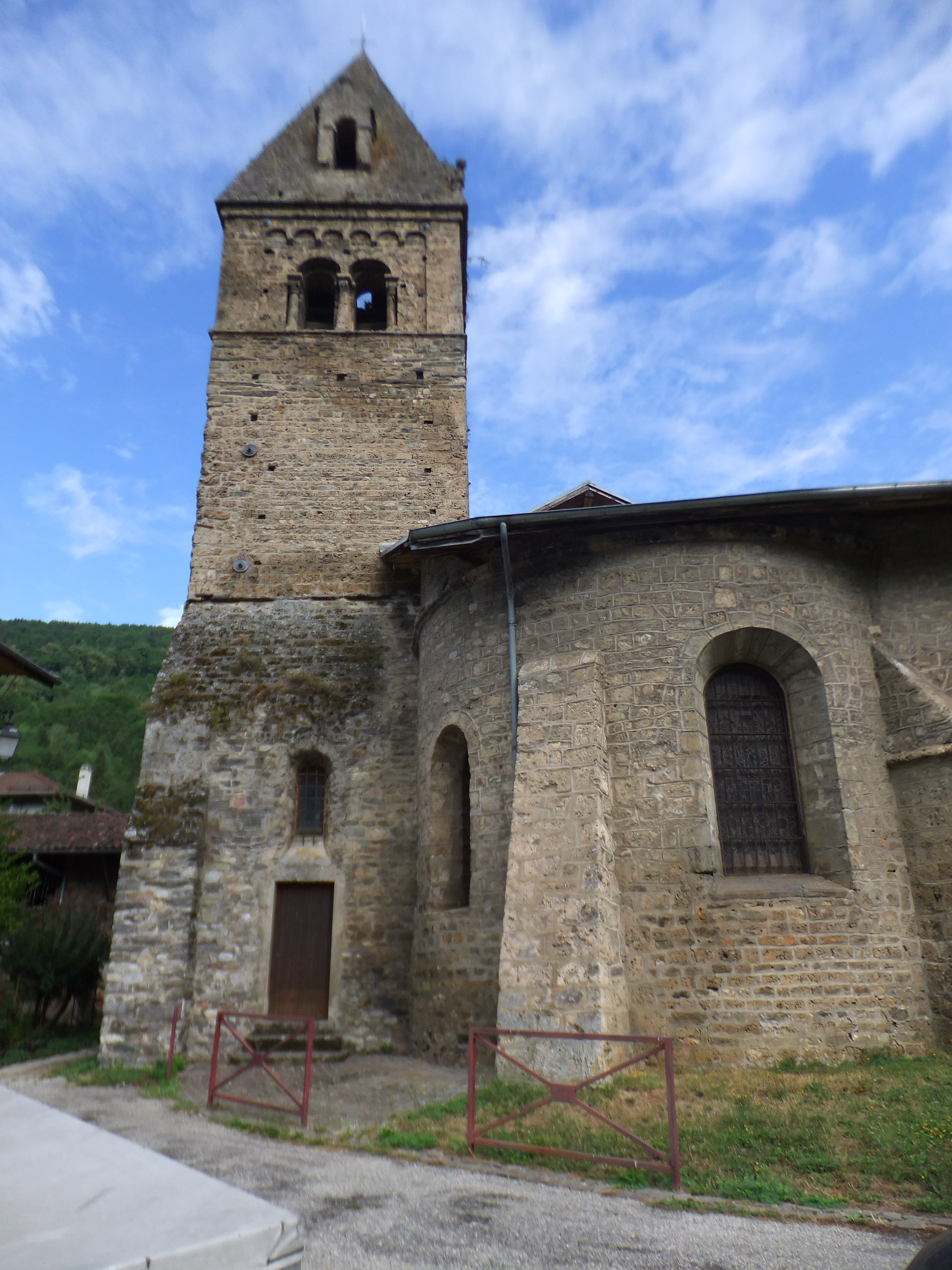
Clocher, face est et chevet.

Le clocher appartient à une famille monumentale de clochers que l'on retrouve dans quelques autres localités du département, entre autres ceux Sassenage, Saint-Paul de Varces, Sainte Marie de Notre-Dame-de-Mésage, Saint-Pierre de Saint-Georges-de-Commiers. Il est composé d'une haute souche aveugle qui monte jusqu'à hauteur du faîte de la toiture de la nef. Au-dessus s'élève l'étage ajouré qui abrite trois cloches. Chaque face s'orne d'une corniche d'arcatures sextuples de style lombard retombant sur les lésènes et surmontant une baie géminée aux arcs en plein cintre retombant, vers l'extérieur, sur des colonnettes logées dans le ressaut des piédroits et, au centre, sur une colonnette semblable engagée dans un pilier carré. Sur la baie de la face nord une des colonnettes est un fragment gallo-romain en réemploi. Cet étage, composé d'un bel appareil régulier de tuf finement jointoyé, date probablement de la seconde moitié du XIIe siècle,. La flèche peut être datée du début du XVIIe siècle, grâce à la forme des lucarnes qui l'ajourent.
Le clocher de l'église Saint-Pierre fait l'objet d'un classement au titre des monuments historiques par arrêté du 20 juillet 1908. Dans son état actuel, il a trois niveaux. Un rez-de-chaussée qui sert de débarras, au sol surbaissé (correspondant au niveau ancien du plancher de l'église, avant la rénovation de 1930), surmonté d'un deuxième niveau planchéié et de l'étage des cloches. Celles-ci sont au nombre de trois. La plus grosse pèse 1,5 tonne ; refondue par la Fonderie Paccard en 1881 à partir de celle, plus petite, qui datait de 1644, elle a été installée en 1882. La cloche moyenne, d'un poids de « six quintaux et soixante-treize livres », date de 1817 et la petite, acquise en 1882 avec les excédents de la souscription lancée pour la refonte de la grosse, a été rajoutée en 1883.

### Le bâtiment cultuel

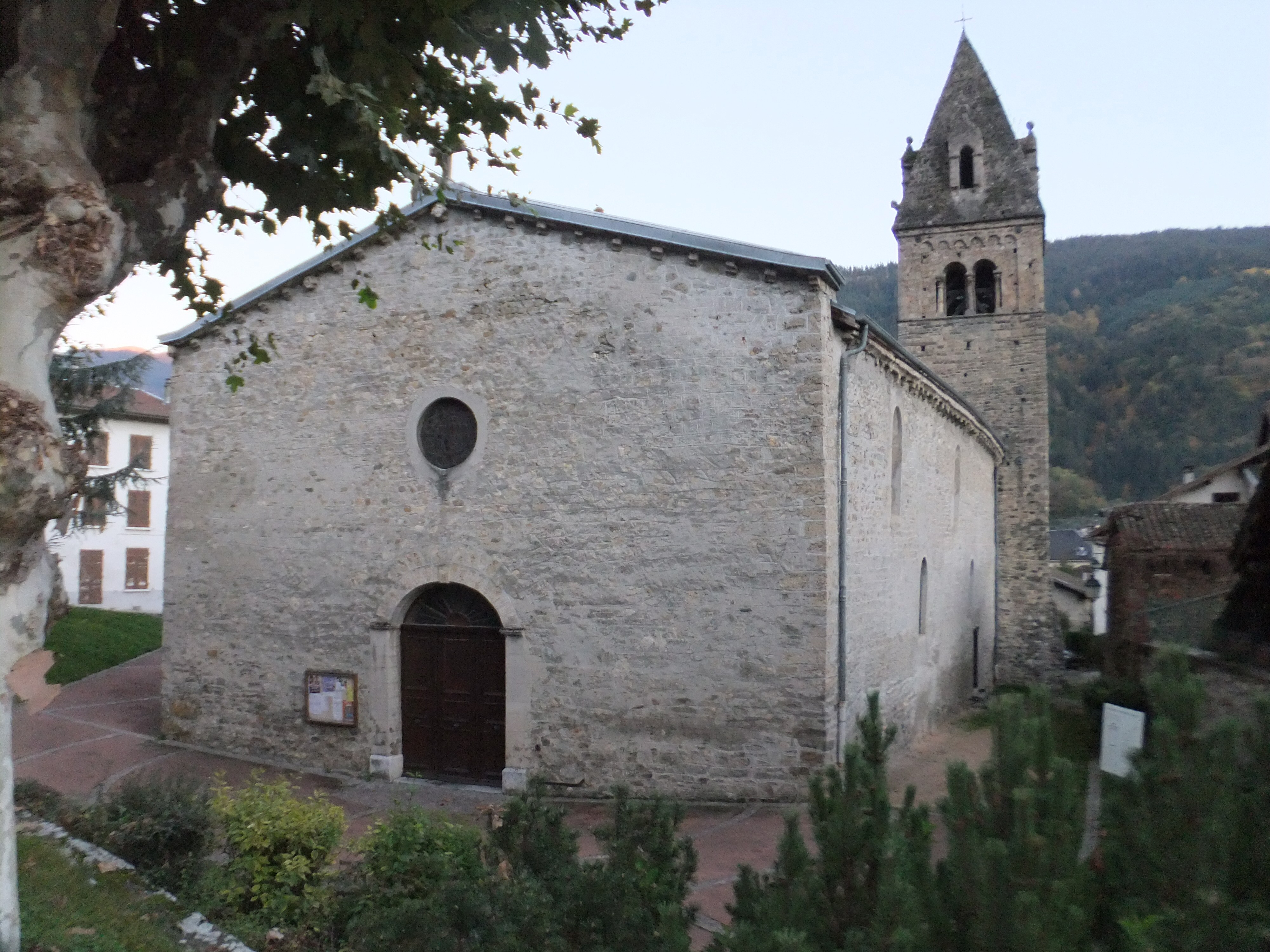
Vue générale : façade et clocher (avant 2012).

En 1789, l'Assemblée constituante déclare les possessions de l’Église biens nationaux par le décret du 2 novembre et met en place la constitution civile du clergé. Par le Concordat de 1801 le Consulat met fin à la politique anticléricale de la période révolutionnaire et rouvre les églises, mais les bâtiments ont manqué d'entretien et les travaux entrepris au début du XIXe siècle sont insuffisants. La question se pose pour toutes les églises du canton d'Allevard, six à l'époque : restaurer ou reconstruire.
Le renouveau spirituel et l'élan religieux insufflé par l'ultramontanisme incitent les paroisses à se lancer, après 1850, dans la construction de nouvelles églises, plus grandes, de style néogothique ou composite.
En ce qui concerne l'église Saint-Pierre, les curés successifs de la paroisse se sont régulièrement inquiétés des réparations indispensables pour empêcher l'église de trop se dégrader. La question de la démolition s'est même posée en 1856, mais l'édifice échappe à ce sort et bénéficie finalement, en 1929-1930, d'une très importante et très coûteuse rénovation : réalisation d'une nouvelle toiture, réfection du plancher et ravalement des murs.

#### Le chevet

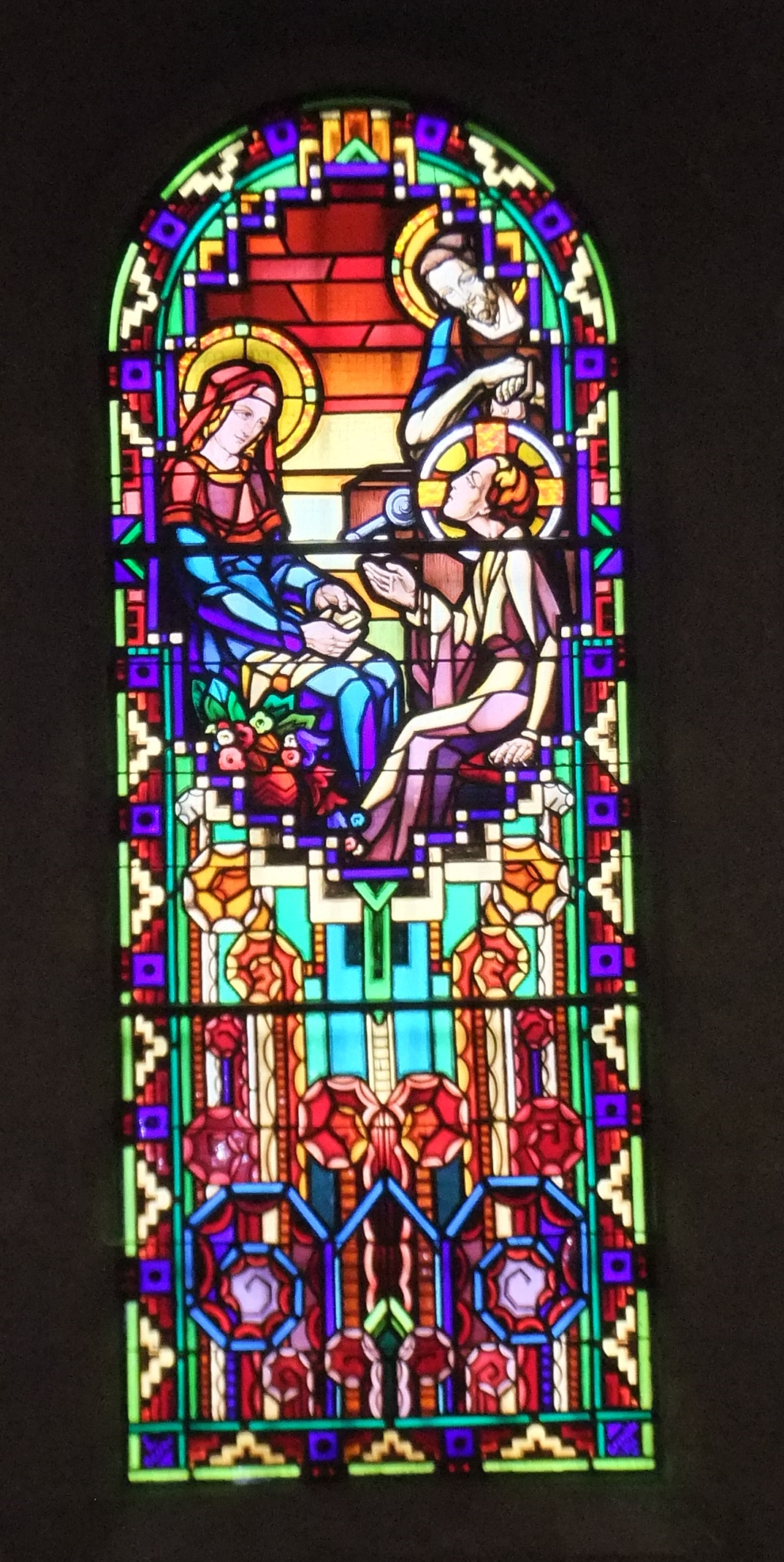
Vitrail de l'atelier Bessac au fond de l'abside.

Le chevet roman de l'église est, comme le veut la tradition, tourné vers l'orient. Il est formé d'une travée de chœur voûtée en plein cintre et d'une abside semi-circulaire éclairée par trois ouvertures ; les deux latérales, encadrées par un décor d'arcature à colonnettes, motif courant dans l'architecture romane, sont garnies de vitraux représentant respectivement saint Pierre et saint Paul. Celle du centre a été garnie en 1934 d'un vitrail des ateliers Bessac de Grenoble représentant la Sainte Famille dans l'atelier de menuiserie de Joseph. Les colonnettes sont relativement trapues et les chapiteaux tout juste épannelés.
L'abside est surmontée d'une voûte en cul-de-four en pierre apparente (tuf) depuis les travaux d'aménagement de l'église et de ses abords en 1982. L'espace liturgique a été entièrement réaménagé en 1996 : le grand maître autel en marbre blanc installé en 1930 et inutilisé depuis la réforme liturgique de Vatican II, a été démonté, libérant le fond de l'abside et dégageant le vitrail ; le marbre réutilisé pour créer un nouvel autel, un ambon, et une marche, en avant du chœur agrandi.
Le clocher flanque la travée de chœur côté sud.
Les archives précisent que deux chapelles encadraient anciennement le chevet. La chapelle latérale sud, située sous le clocher, est désaffectée, probablement depuis 1667. Elle était consacrée à saintt Jean Baptiste. De forme carrée, elle a une abside en hémicycle creusée dans l'épaisseur du mur oriental (percé d'une porte depuis qu'elle sert de débarras), avec une fenêtre encore visible au-dessus du plancher du deuxième niveau et une deuxième fenêtre côté sud, actuellement obstruée.
Une sacristie rectangulaire a été construite vers 1930 à l'emplacement de la chapelle latérale nord, qui était consacrée à la Vierge Marie. Désaffectée et en état de ruine avancée déjà au XVIIe siècle, si l'on se réfère au procès-verbal de la visite pastorale d'Étienne Le Camus en 1672, elle n'apparaît plus sur les cadastres du XIXe siècle.

#### La nef

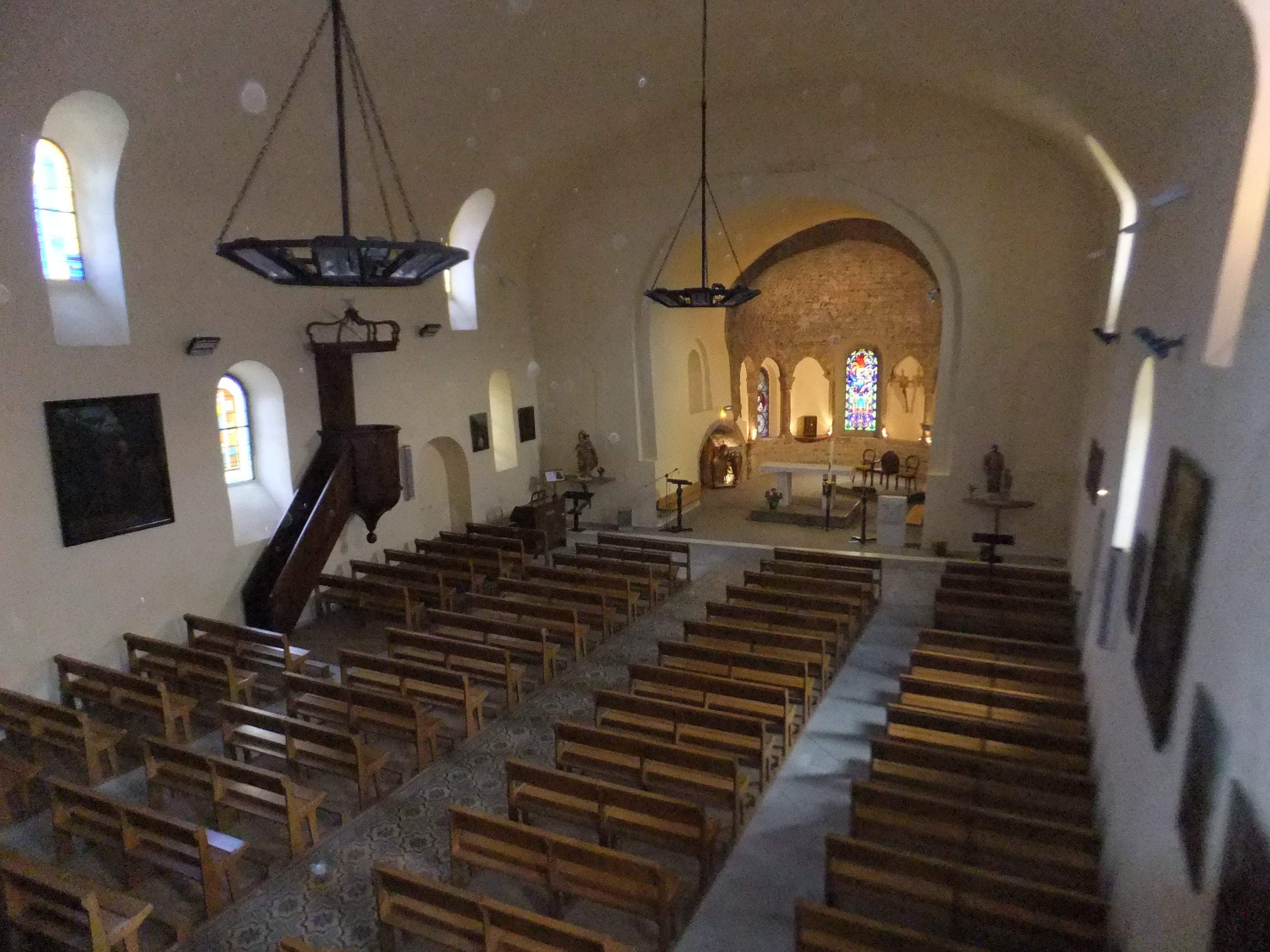
La nef vue depuis la partie droite de la tribune.

L'aspect de la nef a évolué au fil des siècles. Les murs portent encore, à l'extérieur, les traces d'ouvertures diverses. Si les descriptions fournies dans les procès verbaux des visites de Laurent 1er Alleman, en 1488 et 1506 ne permettent pas d'en avoir une idée assez précise, on sait, par les procès verbaux des visites pastorales de la fin du XVIIe siècle, qu'elle  était, à cette époque, surmontée d'un plafond plat et lambrissé soutenu par deux rangées de trois piliers octogonaux délimitant un vaisseau central et deux collatéraux, disposition qui subsista jusqu'en 1929. Durant l'activité du prieuré, l'autel paroissial n'était pas dans le chœur, réservé aux moines, mais contre le troisième pilier de la nef, côté nord.
La voûte actuelle, un lambris en berceau au profil en anse de panier recouvert d'une mince couche de ciment, est suspendue à la charpente du toit et non appuyée sur les murs. Elle date de la rénovation entreprise en 1929-1930 par le curé Graëff, qui désirait élargir le volume de la nef et la rendre plus lumineuse en supprimant les rangées de piliers. Elle est éclairée  par deux rangées d'ouvertures  sur chaque mur latéral percées probablement, vu leur style, au XIXe siècle, trois au ras de la voûte, les autres en quinconce à mi-hauteur, deux seulement sur le mur sud, à cause d'une petite porte latérale, trois sur le mur nord, garnies de simple verre cathédrale teinté. L'oculus qui surplombe le porche d'entrée et éclaire la tribune est garni d'un vitrail représentant un christ en gloire.
Une nouvelle restauration importante a été programmée en 2011 – 2012, pour combattre l'humidité trop importante, qui risquait de fragiliser l'édifice. Les murs extérieurs de la nef ont été débarrassés du ciment des années 1930 et couverts d'un enduit de chaux laissant apercevoir les pierres par transparence. La corniche en tuf a été reprise ainsi que les modillons sobrement sculptés qui l’ornent. Le porche d’entrée en ciment a été « rhabillé » en tuf. À l’intérieur, les murs de la nef ont été décrépis et enduits à la chaux. Plusieurs tirants ont été posés en haut des murs pour éviter leur déversement. L'éclairage a été modernisé, deux grands tableaux anciens, représentant Saint Antoine en prière  et La Remise du Rosaire à Saint Dominique, ainsi que les quatorze tableaux du chemin de croix (acquis en 1836) restaurés. L’installation progressive dans la nef de véritables vitraux pour remplacer les verrières est programmée : créés par Christophe Berthier, qui a repris en 1998 les ateliers Bessac à Grenoble, non figuratifs, ils reprennent les couleurs du vitrail de la Sainte-Famille, dont les cartons existent toujours dans les archives de l'atelier.

### Galerie

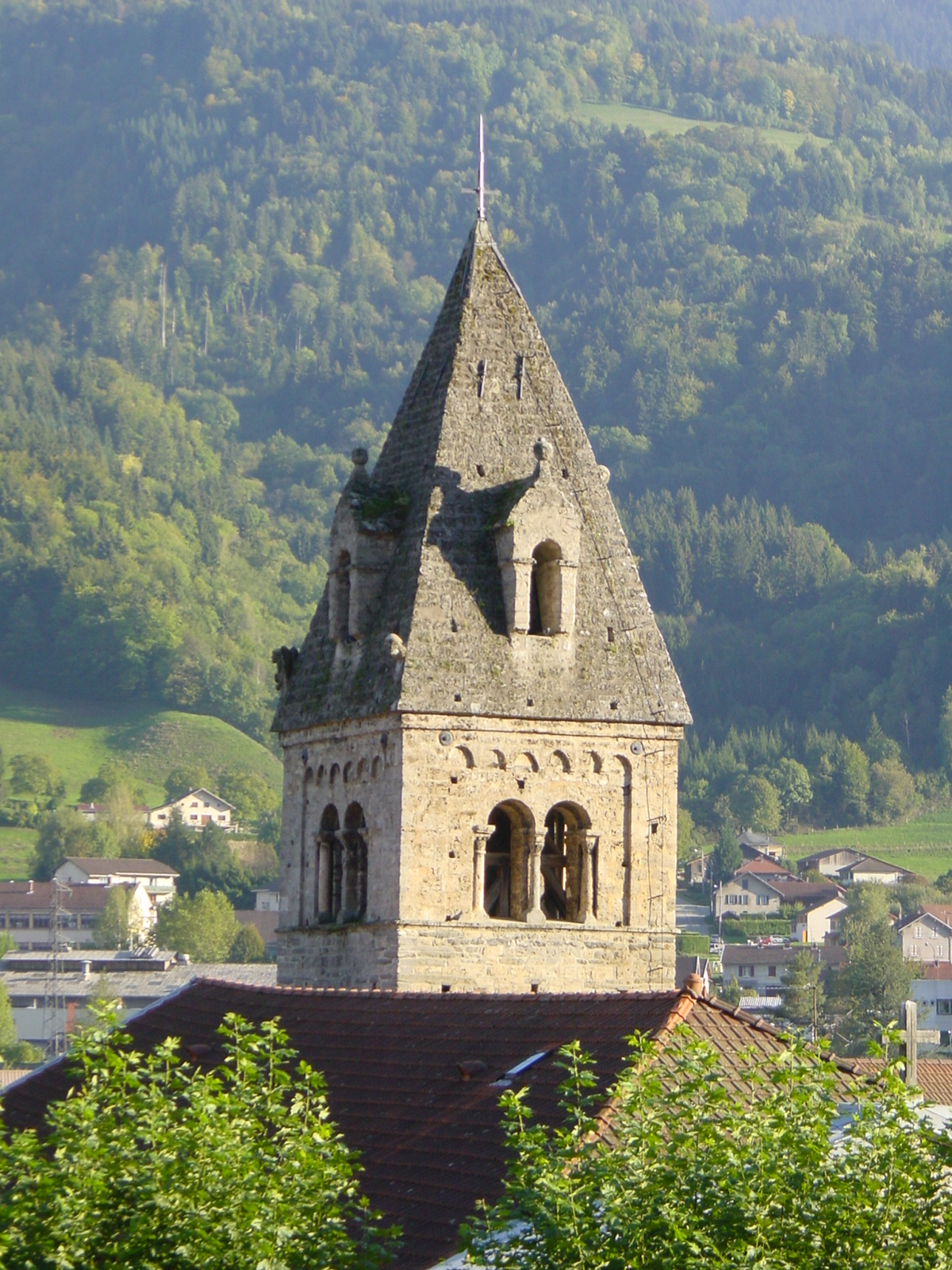
L'étage supérieur du clocher, de style lombard.
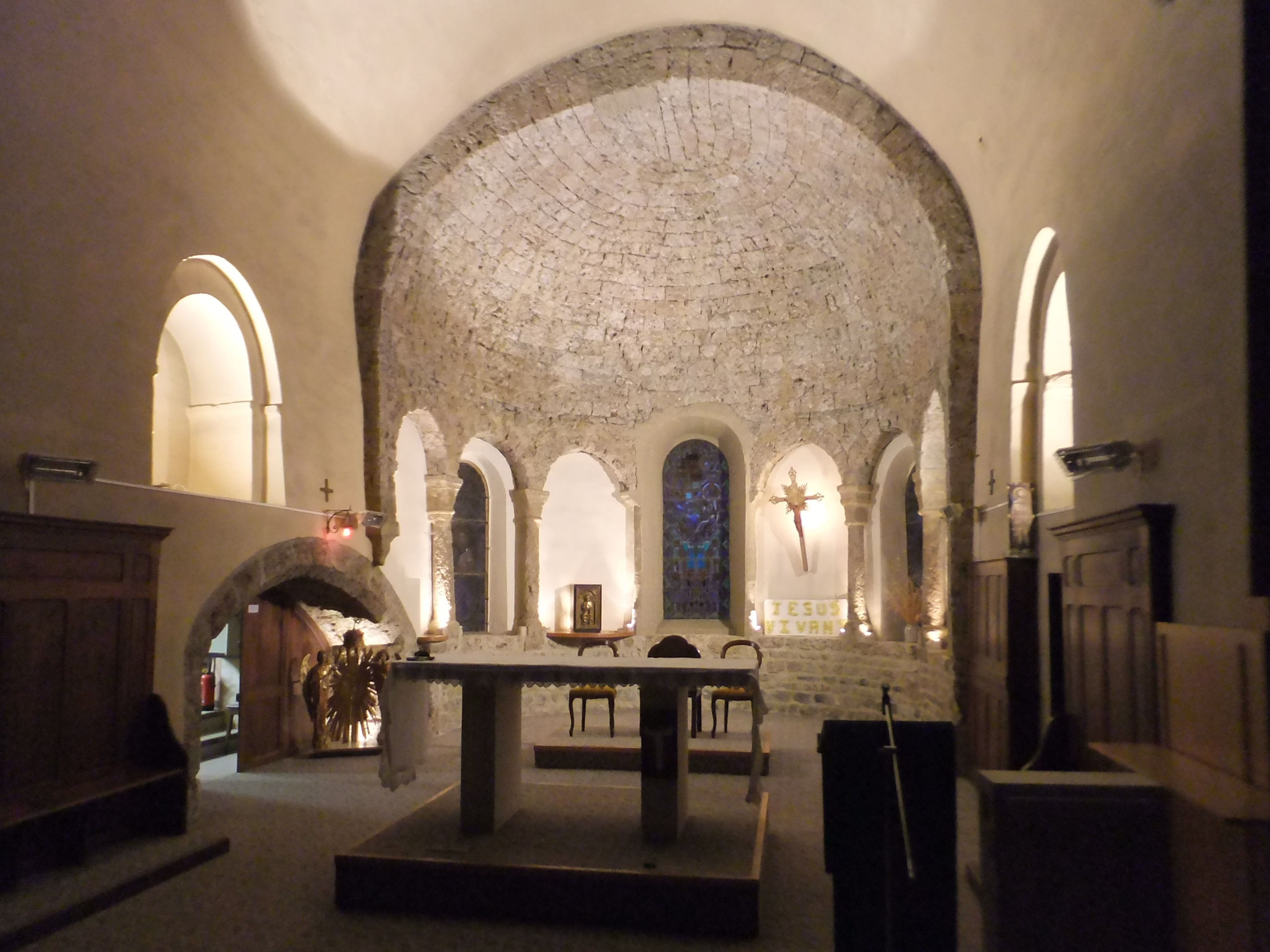
Chœur avec son abside en cul-de-four (avant la rénovation de 2012).
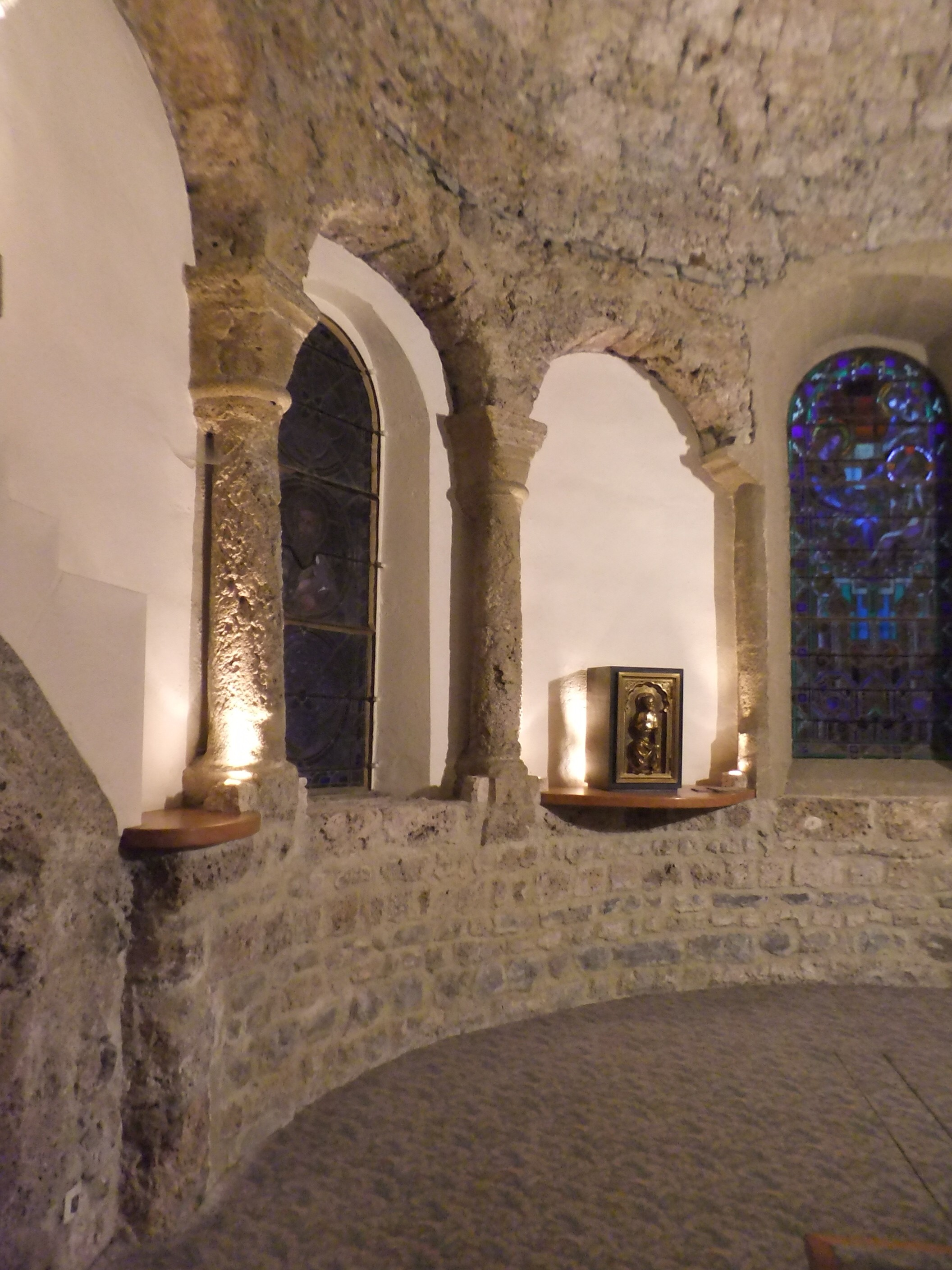
Détail de l'abside : colonnettes en arcatures.
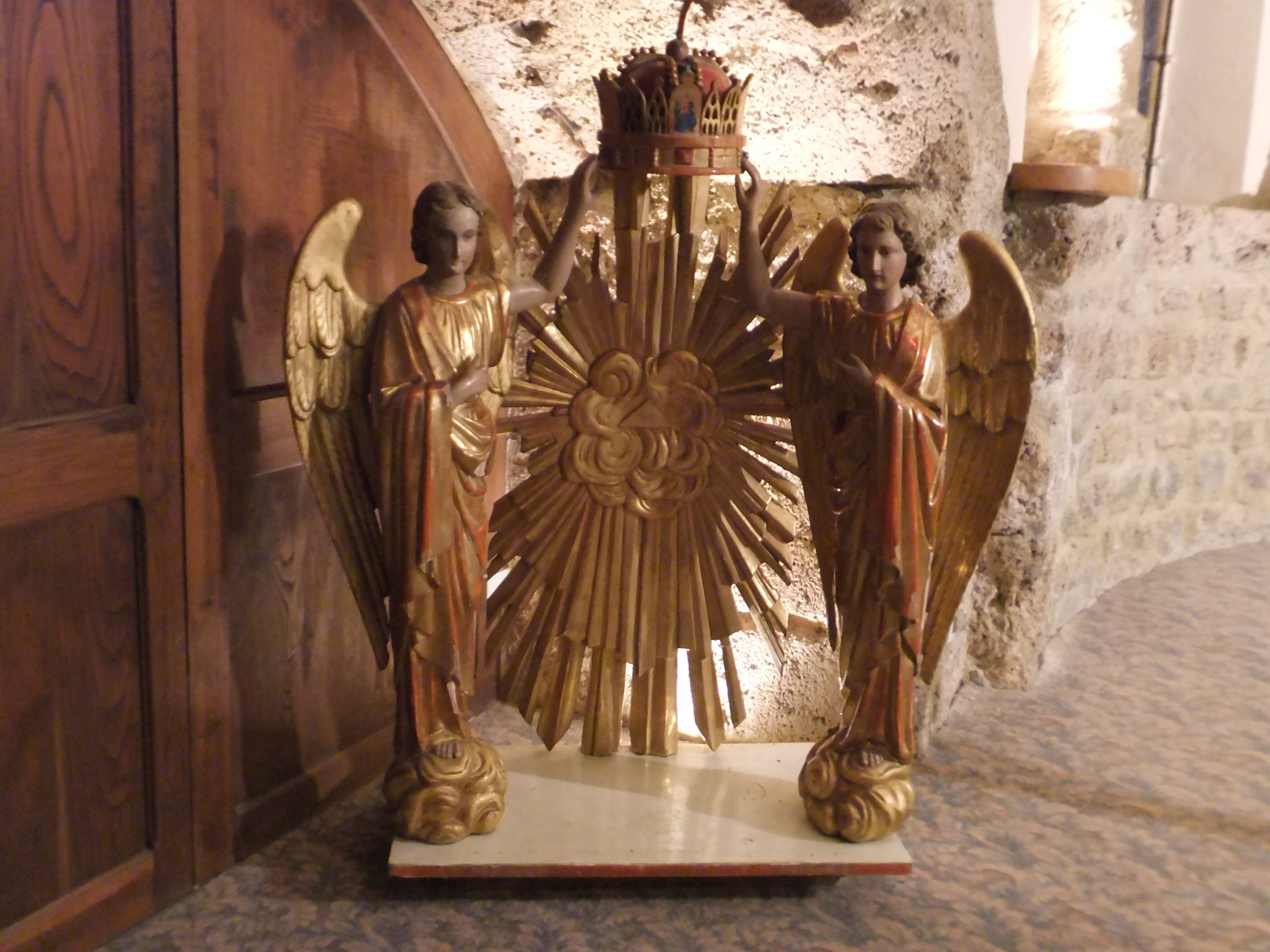
Anges en bois doré supportant la couronne de saint Étienne, provenant du maître-autel de la chapelle funéraire de la famille de Crouy-Chanel à Allevard.
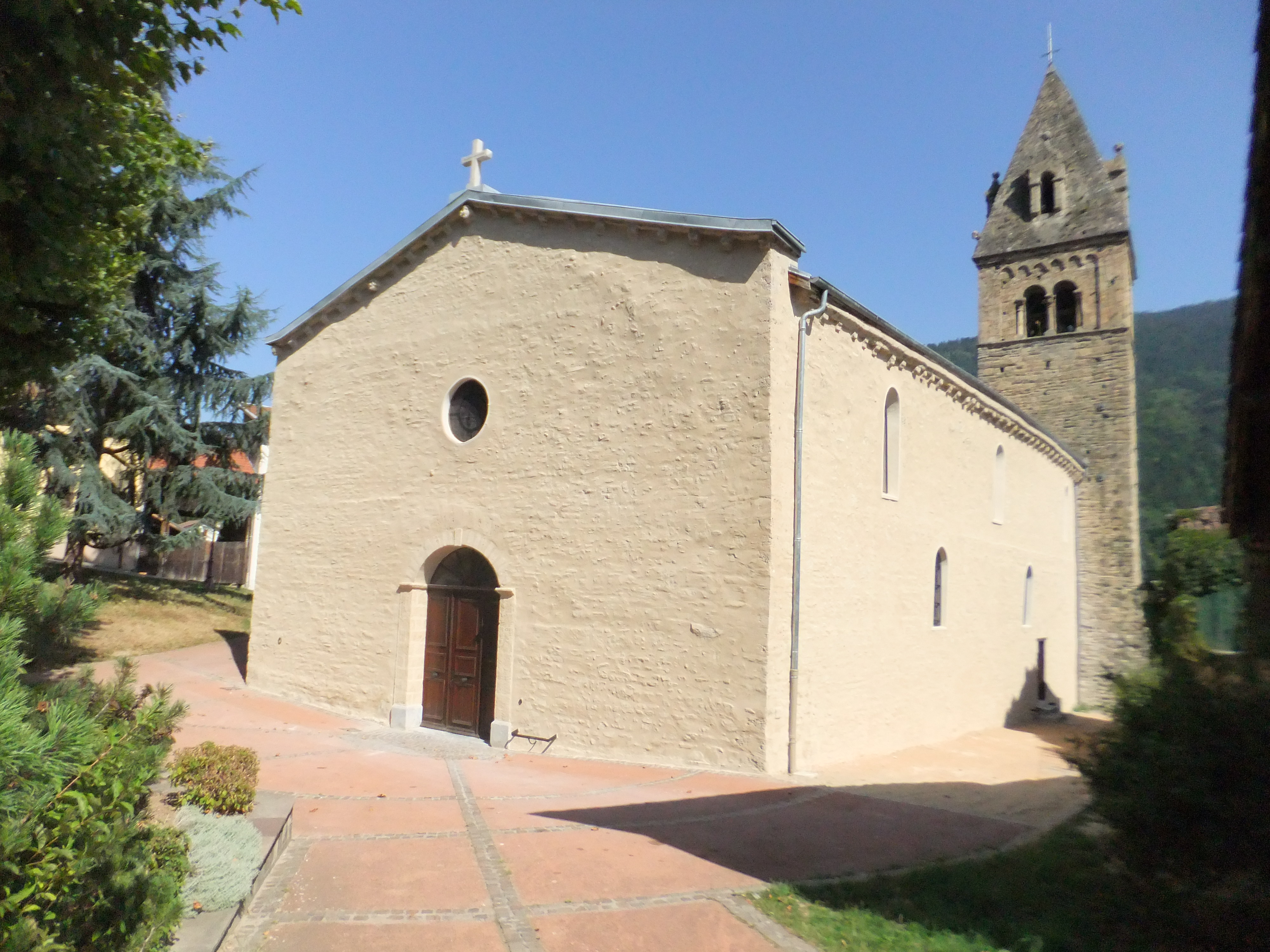
Façade et mur sud après rénovation.
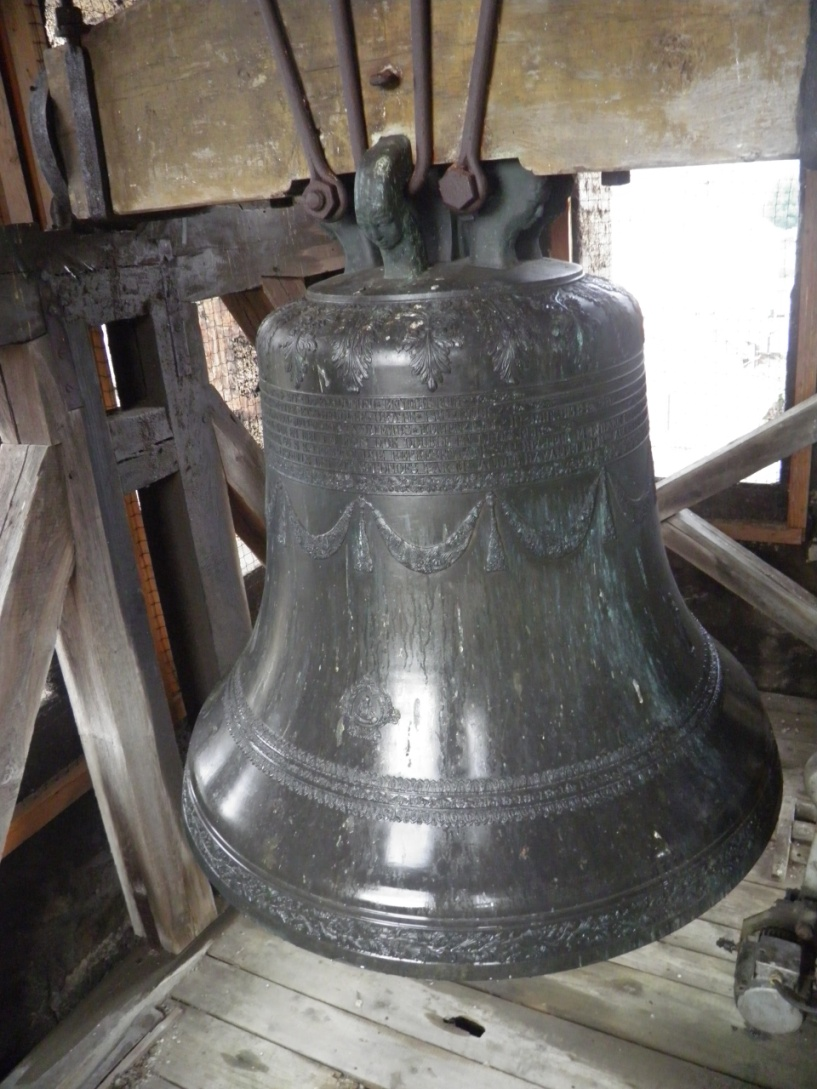
La grosse cloche de 1881.